# Saraswati
Saraswati (limba sanscrită: सरस्वती) este prima din cele trei mari zeițe ale hinduismului, celelalte două fiind Lakshmi și Durga. Saraswati este soția zeului creației, Brahma. 
Saraswati  personifică înțelepciunea, știința, arta și meșteșugurile, întruchipând cunoașterea în sine. Se consideră că anume ea realizează uniunea dintre cer și pământ, fiind cea cu ajutorul căreia Brahma a creat lumea. În iconografia clasică se reprezintă ca o femeie frumoasă în haină albă,  fiindcă personifică pura cunoaștere, care stă pe un piedestal din lotuși. Saraswati nu poartă bijuterii sau aur ca majoritatea zeităților hinduse, întrucât valorile spirituale sunt mai presus de cele materiale. Deseori e prezentată având 4 mâini, în care ține Vedele (simbol al cunoașterii), mărgelele din perle albe (simbol al spiritualității), vasul cu apă sacră (simbol al puterii de creație și purificare) și vina (instrument muzical, simbol al artei). Uneori e așezată pe o lebădă albă, care personifică forța luminii. 